# Szalai Tibor (geológus)
Szalai Tibor (Pozsony, 1900. november 13. – Budapest, 1980. szeptember 29.) geológus, paleontológus, a föld- és ásványtani tudományok kandidátusa (1952).

## Életpályája
1919-ben érettségizett Pécsen. 1924-ben a budapesti tudományegyetemen szerzett doktori oklevelet. 1928–1931 között a bécsi Collegium Hungaricumban eltöltött évei alatt Othenio Abel és Leopold Kober előadásait hallgatta. Első munkahelye a Magyar Nemzeti Múzeum volt 1929–1932 között, mint segédőr, 1932–1935 között pedig mint múzeumőr. 1935–1937 között a Magyar Nemzeti Múzeum Növénytára, 1937–1942 között az Magyar Nemzeti Múzeum Állattára múzeumi őre volt. 1938-ban a Debreceni Tudományegyetem földszerkezeti tárgyú munkássága alapján magántanárrá habilitálta. 1939-ben a Földtani Intézethez került. 1942–1944 között a Magyar Földtani Intézet geológusa, 1944–1945 között főgeológusa, 1945–1946 között igazgatóhelyettese, 1946–1950 között igazgatója volt. 1950–1954 között a Dorogi Szénbányászati Tröszt főgeológusaként dolgozott. 1954–1956 között a Tokodi Mélyfúró Vállalat főgeológusa lett. 1956–1964 között a Magyar Állami Eötvös Loránd Geofizikai Intézet geológus tanácsadója volt. 1964-ben nyugdíjba vonult. 1964–1967 között a Vízgazdálkodási Tudományos Kutatóintézet (VITUKI) nyugdíjas szakértője volt. 1969–1974 között a Magyarhoni Földtani Társulat általános földtani szakosztályának első elnöke, 1978-ban tiszteleti tagja lett. 1971–1974 között az Általános Földtani Szemle szerkesztőjeként dolgozott.
Őslénytannal, hidrogeológiával és tektonikával foglalkozott. Tanulmányozta a Keleti- Alpok és a Kárpátok földtani felépítését és szerkezetét, a hévizek hőmérsékletének eredetét, és általában a szervetlen és a szerves élet kapcsolatát. Több mint száz közleménye jelent meg.
Sírja a Fiumei úti sírkertben található.

## Művei
- Der Einfluss der Gebirgsbildung auf die Evolution des Lebens (Paleontologische Zeitschrift, 1936. 19. k.)
- Az északkeleti Kárpátok geológiája (Budapest, 1947)
- Aufbau und Tektonik des Ostalpin- und Karpaten Blockes (Acta Geologica Hung., 1966. 10. k.)

## Díjai
- A Magyar Népköztársaság Érdemérem arany fokozata (1950)
- MFT-emlékgyűrű (1966)